# Бородавко, Евгений
Евгений Бородавко (латыш. Jevgeņijs Borodavko, 04 ноября 1986, Рига) — латвийский дзюдоист. Участник Олимпийских игр 2008, 2012 годов, Олимпийские игры 2016 в Рио и Олимпийские игры 2020 в Токио, выступал в категории до 100 килограмм. Бронзовый призер чемпионатов Европы 2009, 2011 и 2013 годов, выступал в категории до 100 килограмм. В 2012 году выиграл серебряную медаль на соревнованиях серии «Гран-Слэм» в Париже. Окончил Институт транспорта и связи. Тренер Олег Баскин.

## https://www.ijf.org/judoka/565
- LOV profils
- Евгений Бородавко — олимпийская статистика на сайте Sports-Reference.com (англ.)
- Евгений Бородавко — профиль на сайте judoinside.com (англ.)
- Latvijas džudo federācijas profils (недоступная ссылка)